# Cima Piatta
La Cima Piatta, Plattspitz in tedesco, è un monte delle Alpi orientali, precisamente ai monti di Fundres situato in tra la Valle di Valles e la Valle Isarco, alta 2669 metri.
Si trova in località Jochtal a Valles. Non è raggiungibile da un sentiero ma è visibile da Malga Fane e anche a valle; si può vedere dalla località Jochtal, raggiungibile con una cabinovia fino a 2006 m.